# Кулунский сельсовет
Кулу́нский сельсове́т — муниципальное образование (сельское поселение) в Ужурском районе Красноярского края.
Административный центр поселения — село Кулун.

## География
Кулунский сельсовет находится южнее Ачинска, на юго-западе Красноярского края, западнее районного центра.

## История
Кулунский сельсовет наделён статусом сельского поселения в 2005 году.

## Население
| 2010 | 2012  | 2013  | 2014  | 2015  | 2016  | 2017  |
| ---- | ----- | ----- | ----- | ----- | ----- | ----- |
| 1394 | ↘1383 | ↘1356 | ↘1326 | ↘1322 | ↘1315 | ↗1320 |

Гендерный состав
По данным Всероссийской переписи населения 2010 года 2 мужчины и 732 женщины из 1394 чел.

## Состав сельского поселения
В состав сельского поселения входят 2 населённых пункта:
| № | Населённый пункт | Тип населённого пункта       | Население |
| - | ---------------- | ---------------------------- | --------- |
| 1 | Кулун            | село, административный центр | 1338      |
| 2 | Сосновка         | деревня                      | 56        |